# Рорі Кокрейн
Рорі Кокрейн (англ. Rory Cochrane; нар. 28 лютого 1972 року) — американський кіноактор народився в місті Сірак'юс штат Нью-Йорк США. Він відомий по ролі Рона Слейтера в «Під кайфом та збентежені», Лі Шатц в «Арго», Фрек у фільмі «Затьмарення» і Тім Спідл в «C.S.I.: Місце злочину Маямі».

## Біографія
Рорі народився в міжнаціональній родині ірландця та уродженки Індії. У дитячому віці разом із сім'єю він перебрався до Англії. До Штатів він повернувся вже підлітком. У Нью-Йорку він вступає до Школи мистецтв імені Фьорелло Ла Гуардії.
Вже в роки навчання Кокрейн починає зніматися в кіно та на ТБ. У 1990 році він у серіалі «Х. Е. Л. П.», наступного року дебютує у великому кіно, зігравши в трилері Джеймса Дірдена «Поцілунок перед смертю» (роль Кокрейна тривала лише 15 секунд). У 1992 році актор грає свою першу істотну роль у картині «Батьки та сини», де його партнерами стали Джефф Голдблюм та Фамке Янссен.
У 1994-95 роках Рорі двічі знімається з Рене Зеллвегер, на зйомках між акторами зав'язуються романтичні стосунки.
Кокрейн пробує свої сили у театрі. У кіно йому найчастіше дістаються ролі другого плану. Наприклад, у «Війні Харта» Грегорі Гобліта та «Помутнінні» Річарда Лінклейтера. На телебаченні актора можна побачити в успішних серіалах «24 години» та «C.S.I.: Місце злочину Маямі».
У 2011 році Рорі починає зніматися в політичному трилері «Операція „Арго“», який згодом отримав масу кінонагород та номінацій. Серед них і премія «Оскар» за найкращий фільм.

## Фільмографія
- 1990 — Х.Е.Л.П. H.E.L.P.
- 1991 — Поцілунок перед смертю A Kiss Before Dying
- 1992 — Батьки та сини Fathers & Sons
- 1993 — Під кайфом та збентежені Dazed and Confused
- 1994 — Любов і кольт 45-го калібру Love and a .45
- 1995 — Магазин «Імперія» Empire Records
- 1995 — Собаче життя The Low Life
- 1996 — Догтаун Dogtown
- 1997 — Останній дон The Last Don
- 1998 — Пригоди Себастьяна Кола The Adventures of Sebastian Cole
- 1999 — Бездоганні Flawless
- 1999 — Чорне і біле Black and White
- 2000 — Секс, наркотики та Сансет Стріп Sunset Strip
- 2000 — Шахраї The Prime Gig
- 2001 — Southlander: Щоденник Відчайдушного Музиканта Southlander: Diary of a Desperate Musician
- 2002 — 2007 — C.S.I.: Місце злочину Маямі CSI: Miami
- 2002 — Війна Гарта Hart's War
- 2006 — У твого порога Right at Your Door
- 2006 — Затьмарення A Scanner Darkly
- 2007 — Компанія The Company
- 2009 — Джонні Д. Public Enemies
- 2009 — 24 години 24
- 2010 — Ігри пристрасті Passion Play
- 2011 — Погана матуся Bringing Up Bobby
- 2012 — Арго Argo
- 2013 — Паркленд Parkland
- 2014 — Окулус Oculus
- 2015 — Чорна меса Black Mass
- 2017 — Вороги Hostiles
- 2023 — Бостонський душитель Boston Strangler